# José Carmelo Martínez Lázaro
José Carmelo Martínez Lázaro, O.A.R. (Luezas, La Rioja, 21 de agosto de 1954) é bispo católico, professor e teólogo espanhol residente no Peru. Ele foi ordenado sacerdote em 1980 pelos agostinianos recoletos. Um ano depois mudou-se para o Peru e lá, além de ocupar vários cargos pastorais, foi prelado de Chota e bispo emérito de Cajamarca.

## Primeiros anos
Nasceu na aldeia de Luezas, província de La Rioja, Espanha, em 21 de agosto de 1954. Ao descobrir sua vocação religiosa, ingressou no Colégio San Agustín de Logroño e, ao mesmo tempo, fez seus estudos filosóficos e teológicos no Instituto Teológico "Gaudium et Spes", no qual obteve o grau de bacharel em Teologia. Ele então se formou na Pontifícia Universidade de Salamanca.
Em 15 de outubro de 1978, emitiu a profissão perpétua na Ordem dos Agostinianos Recoletos (OAR) e com eles foi ordenado sacerdote em 19 de julho de 1980 em Logroño.
Após a ordenação, iniciou o ministério pastoral como formador do seminário de sua ordem em Salamanca. Depois, em 1981, foi para o Peru e lá continuou seu trabalho como formador no seminário da cidade de Lima. Durante todos estes anos ocupou numerosos cargos como vigário paroquial da Paróquia Santa Rita de Cássia no distrito de Miraflores (1986-1987), da Paróquia de Santo Antão Abade de Arequipa (1987-1989), da Paróquia São João Batista de Huambos em Chota (1989-1990). Foi também pároco da Paróquia de Todos os Santos de Chota (1990-1992); administrador apostólico e diocesano durante a vacância da Prelazia de Chota (1992-1994); vigário-geral do mesmo (1994-1996). Voltou a ser formador no Seminário Recoleto de Lima (1996-1997) e foi vigário paroquial da Paróquia Santa Maria Madalena no distrito de Pueblo Libre.
Em 1999, tornou-se prior da comunidade e, mais uma vez, vigário paroquial da Paróquia Santa Rita de Cássia em Miraflores.

## Carreira episcopal
Em 27 de março de 2002, o Papa João Paulo II o nomeou bispo-prelado de Chota. Ele recebeu a consagração episcopal em 5 de maio do mesmo ano, pelas mãos do também espanhol Dom Emiliano Antonio Cisneros Martínez, OAR, atuando como consagrador principal e, como co-consagrantes, teve o então núncio apostólico no país Dom Rino Passigato, e Dom Ángel Francisco Simón Piorno, o prelado antecessor, removido para a Diocese de Chimbote.
Ao ascender ao posto de monsenhor, além de escolher seu escudo, seu lema é a frase "Via, Veritas et Vita" (em latim).
Em 12 de outubro de 2004, foi removido para a Diocese de Cajamarca. Ele tomou posse oficial deste cargo no dia 19 de dezembro.
Cumpre destacar que na noite de 21 de maio de 2008, durante uma celebração, o prefeito de Cajamarca, Sr. Marco La Torre Sánchez, o condecorou com um diploma de reconhecimento pelo 1º Centenário da Diocese de Cajamarca.
Em 23 de outubro de 2021, o Papa Francisco aceitou seu pedido de renúcia ao governo episcopal, nomeando, pelo mesmo ato, seu sucessor na pessoa do Pe. Isaac Circuncisión Martínez Chuquizana, MSA.